# آ پرفکت سرکل
آ پرفکت سرکل (به انگلیسی: A Perfect Circle) (به فارسی به معنای یک دایره کامل)، یک ابرگروه موسیقی آمریکایی در سبک راک است که در سال ۱۹۹۹ توسط گیتاریست گروه، بیلی هاوردل و خواننده گروه تول، مینارد جیمز کینن ساخته شد. آ پرفکت سرکل تاکنون ۴ آلبوم استودیویی منتشر کرده است. سه آلبوم نخست در سال‌های اول دهه ۲۰۰۰ منتشر شد: مر د نومز در سال ۲۰۰۰، و در ادامه سیزدهمین گام در ۲۰۰۳، و احساساتی در ۲۰۰۴. بلافاصله بعد از منتشر شدن آلبوم احساساتی، گروه تعطیل شد؛ مینارد به تول برگشت و یک پروژه شخصی به نام پوسیفر شروع کرد؛ و هاوردل یک آلبوم انفرادی با گروه اشز دیواید به نام به خودم می‌گویم که درست می‌شود منشتر کرد. فعالیت گروه در سال‌های بعدی پراکنده بود؛ اعضای گروه در سال ۲۰۱۰ دوباره به هم پیوستند و در طی سال‌های ۲۰۱۰ تا ۲۰۱۳ اجراهای زنده برگزار کردند؛ ولی پس از انتشار آلبوم‌های گردآوری‌شده بهترین آهنگ‌ها، سه شصت و یک آلبوم زنده باکس ست، به نام آ پرفکت سرکل زنده: با همراهی سنگ و پژواک، گروه دوباره به ورطه عدم فعالیت سقوط کرد. نهایتاً در سال ۲۰۱۷، اعضای گروه برای ضبط چهارمین آلبوم استودیویی، فیل را قورت بده، که در ۲۰ آوریل ۲۰۱۸ منتشر شد، دوباره گرد هم آمدند.
بخاطر مشغله‌های موسیقایی دیگر کینن (Keenan)، گروه در آستانه فروپاشی قرار گرفته بود. گروه در سال ۲۰۰۴ متوقف شد. از آن زمان اعضای گروه روی پروژه‌های دیگری کار کرده‌اند که برجسته‌ترین آنها کار کینن (Keenan) در ۱۰۰۰۰ روزآلبوم Tool در سال ۲۰۰۶ و تأسیس گروه Ashes Divide توسط هاوردل است. در مصاحبه ای در سپتامبر ۲۰۰۸، کینن اعلام کرد که او و هاوردل (Howerdel) روی کارهای جدید کار می‌کنند و رسماً به وقفه گروه پایان می‌دهد. با این حال، گروه شروع به فعال شدن واقعی نکرد تا اینکه تقریباً دو سال بعد، در سپتامبر ۲۰۱۰، زمانی که گروه تور موسیقی جدیدی را اعلام کرد. گروه تور جدید موسیقی راه انداخته و روی موسیقی جدید کار کرده بود ولی برنامه‌های آینده برای انتشار موسیقی جدید نامشخص بود و از زمان وقفه گروه هیچ ضبط جدیدی از استودیو منتشر نشده بود.
برای همین، گروه در دوره‌های فعالیت و عدم فعالیت، دائماً تغییرات زیادی در اعضا داشته است. اعضای پایه‌ای و اصلی گروه، شامل نوازنده گیتار بیس پاز لنشانتین، گیتاریست تروی ون لیون و جاش فریز به عنوان نوازنده درامز می‌شود. درامر گروه راک پرایمس، تیم الکساندر، به‌طور کوتاه مدت، پیش از فریز در اجراهای زنده اولیه گروه حضور داشت. هر چند که این قبل از منتشر کردن هرگونه آلبوم یا تک آهنگ بود. حامی و تهیه‌کننده گروه، دنی لونر و بیسیست مرلین منسون، جوردی وایت نیز برای دوره کوتاهی، در سال‌های نخست دهه ۲۰۰۰، بیسیست گروه بودند. اعضای کنونی گروه، شامل گیتاریست گروه اسمشینگ پامپکینز جیمز ایها، بیسیست مت مک‌جانکینز، و درامر جف فریدل می‌شود. مک‌جانکینز و فریدل در پروژه‌های پوسیفر و اشز دیواید نیز همکاری داشته‌اند. با وجود اعضای متغیر و عوض شدن متعدد اعضای گروه، سبک آهنگ‌های گروه با حضور هاوردل به عنوان آهنگساز، و کینن به عنوان نویسنده متن آهنگ‌ها و خواننده، استوار مانده است. با وجود فروش ۴ میلیون نسخه از سه آلبوم نخست آن‌ها تا سال ۲۰۰۵، مجموعاً می‌شود گفت که چهار آلبوم استودیویی منتشر شده از گروه، بازخورد خوبی از نظر منتقدان، و همچنین از نظر تجاری داشته است.

## تاریخچه

### شکل‌گیری و دریای نام‌ها (۱۹۹۹ تا ۲۰۰۰)

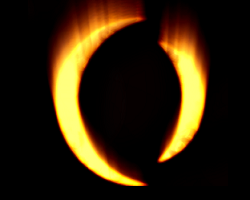
لوگوی آ پرفکت سرکل

آ پرفکت سرکل، در ابتدا بیشتر با بیلی هاوردل، که سابقاً تکنسین گیتار گروه‌های ناین اینچ نیلز، اسمشینگ پامپکینز، فیش‌بون و تول بود، شناخته می‌شد. در سال ۱۹۹۲، زمانی که تول شروع به رفتن به تورهای مختلف همراه با فیش‌بون (گروهی که هاوردل تکنسین گیتار آن بود) کرده بود، هاوردل با مینارد جیمز کینن آشنا شد و پس از مدتی آن دو با هم صمیمی شدند. سه سال بعد، زمانی که هاوردل به دنبال جایی برای اقامت بود، کینن یکی از اتاق‌های خانه‌اش در نورث هالیوود را به او پیشنهاد کرد و هاوردل به آنجا نقل مکان کرد؛ بنابراین، هاوردل فرصت می‌یافت که نسخه اولیه آهنگ‌هایش را برای کینن اجرا کند. هاوردل از آنچه کینن دربارهٔ آهنگ‌هایش می‌گفت خوشحال می‌شد؛ او می‌گفت «می‌توانم صدای خودم را بشنوم که در حال خواندن [با آهنگ‌هایی که هاوردل اجرا می‌کند] هستم.» با این وجود که هاوردل یک خواننده زن را ترجیح می‌داد، موافقت کرد که همکاری با کینن خوب و مناسب خواهد بود. پس از مدتی کوتاه، آ پرفکت سرکل شکل گرفت. کینن و هاوردل، ترکیب اولیه گروه را با پاز لنشانتین به عنوان بیسیست و ویولنیست، تروی ون لیون که مؤسس گروه فِیلیِر نیز بود، به عنوان گیتاریست و درامر سابق پریموس، تیم الکساندر به عنوان درامر، شکل دادند. گروه، اولین اجرایش را در مهمانی وایپر کلاب لس آنجلس، در آگوست ۱۹۹۹ انجام داد. بعد از آن، در ماه اکتبر همان سال، اجرای نسبتاً بزرگتری در جشنواره کواچلا انجام دادند. در همان حالی که اوایل، اعضای گروه دربارهٔ ضبط آلبوم در ولکانو رکوردز (ناشر موسیقی تول) صحبت می‌کردند، کینن اظهار داشت که به‌جای ولکانو رکوردز، باید به ویرجین رکوردز برای ضبط بروند. کینن می‌خواست با این کار نشان بدهد که گروه، برایش به اندازه تول اهمیت دارد و فقط یک پروژه جزئی و کوچک نیست. بعد از اجراهای نخست و محکم کاری‌ها و هماهنگ‌کردن‌ها، اعضای گروه برای کار کردن روی اولین آلبوم‌شان وارد استودیو شدند. در همان اوایل کار، الکساندر جای خود را به جاش فریز داد؛ کسی که قبلاً با هاوردل در آلبوم دموکراسی چینی از گانز ان روزز همکاری کرده بود. تنها مشارکت استودیویی الکساندر با گروه، نواختن درامز در نسخه آلبوم آهنگ پوچ است.

من لوگو را از روی یک نماد طراحی کردم؛ لوگو در نگاه اول، شبیه به دو هلال کوچک و بزرگ است، ولی در اصل دارای دو دایره کامل است. هدفم از طراحی لوگو به این شکل، نشان دادن خودم و مینارد [جیمز کینن] بود. فکر کردم که این لوگو ۳ برج میزان را با دیالوگ «تو اصلاً مرا نمی‌بینی» نشان می‌دهد. من لوگو را به آهنگ (حس کردن این‌که چیزهای زیادی برای پیشنهاد وجود دارند، ولی نامرئی هستند) ربط دادم. میلیون‌ها نفر، هر روز از این حس رنج می‌برند. تو می‌توانی به مدت خیلی طولانی به چیزی خیره شوی، قبل از این‌که از دیدگاهی دیگر به آن بنگری. بصیرت و بینشی که خودت به دست می‌آوری، همیشه معنای بیشتری دارد… لوگوی آ پرفکت سرکل دو دایره کامل دارد؛ فقط به سختی دیده می‌شوند.
بیلی هاوردل، دربارهٔ لوگوی گروه.

اولین آلبوم گروه، مر د نومز (به فرانسوی به معنای دریای نام‌ها) در مه سال ۲۰۰۰ منتشر شد. آلبوم بازخورد خوبی از جنبه‌های منتقدانه و تبلیغاتی داشت؛ رتبه چهارم را در بیلبورد ۲۰۰ به‌دست آورد، ۱۸۸۰۰۰ نسخه از آلبوم در یک هفته به فروش رسید و رکورد بیشترین فروش اولین آلبوم یک گروه راک را شکست. بعدها، مر د نومز در ۳۱ اکتبر ۲۰۰۰ توانست برای فروش یک میلیون نسخه از آلبوم، گواهی‌نامه پلاتین را از انجمن صنعت ضبط موسیقی ایالات متحده آمریکا دریافت کند. آلبوم برای گروه جایزه «بهترین آلبوم اول» را از جوایز موسیقی کالیفرنیا به دست آورد. در نقد آلبوم از مجله رولینگ استون، پت بلشیل نوشت که «می‌توان گفت که کینن یک خشم اپرایی به آهنگ‌های هاوردل اضافه کرده است» و در پایان نقد خود گفت «آ پرفکت سرکل مانند یک رؤیای مستاصل، همان‌طور که موسیقی راک قبلاً بود، است. شاید نکته مهم همین است». نقد آل‌میوزیک بیان کرد که «یک سؤال کوچک وجود دارد، و آن هم این است که ترکیب اعتیادآور صدای دردآگین کینن و آهنگ‌های کامل و مهارت‌های تولید هاوردل، یکی از بهترین محصول‌های موسیقی سال ۲۰۰۰ را رقم زد، درست در زمانی که چیز زیادی از «مدرن راک» نمانده بود».
پس از اتمام ضبط آلبوم اول، چیزی نگذشت که پیشرفت و ترقی گروه شروع شد. در ابتدا، آنها به عنوان اجرای آغازین برای ناین اینچ نیلز در سال ۲۰۰۰ در نسخه دوم تور فرجلیتی روی صحنه رفتند. متعاقباً شروع به برگزاری چند تور به عنوان سر دسته در دور دنیا کردند؛ آن‌ها به مدت ۸ ماه متوالی در تورهای مختلف اجرا کردند. در آن زمان، کینن که به‌خاطر گروه دیگرش شناخته شده و معروف بود، معمولاً در اجراها کلاه‌گیس‌های بلند بر روی سر بی‌مویش می‌گذاشت تا خودش را از شخصیتی که در تول داشت، تمیز بدهد. از آلبوم مر د نومز، سه تک‌آهنگ منتشر شد: «جودیث»، «۳ برج میزان»، «پوچ». هر سه از لحاظ تجاری بسیار خوب بودند و به ترتیب رتبه‌های چهارم، دوازدهم و چهاردهم را در جدول مین‌استریم راک بیلبورد به دست آوردند.

### سیزدهمین گام (۲۰۰۱ تا ۲۰۰۳)
در اواخر سال ۲۰۰۰، فعالیت گروه به‌خاطر کینن که باید تول برمی‌گشت تا ضبط آلبومی که قرار بود آلبوم بعدی گروه باشد، یعنی لترالس را تمام کند، رو به زوال می‌رفت. کینن برای برگزاری تور از ژانویه تا مارس ۲۰۰۱ به آ پرفکت سرکل آمد، تا وقتی که دوباره به تول برگشت و بقیه ۲۰۰۱ را برای منتشر کردن آلبوم و برگزاری تور در حمایت از لترالس، با تول بود. برنامه‌ریزی‌های اولیه از این قرار بود که هاوردل و کینن از راه دور دربارهٔ ایده‌های جدید آ پرفکت سرکل، از طریق فرستادن و بازپس فرستادن ایده‌ها به یکدیگر، در حالی که کینن با تول، تور برگزار می‌کند، مشورت کند. گرچه کینن فهمید که خیلی سخت است که به‌طور برابر، به هر دو گروهش برسد؛ نهایتاً در مدتی که روی تول متمرکز بود، نقش خود را در آ پرفکت سرکل کمرنگ کرد. تلاش‌ها و کوشش‌های آن‌ها تا اواسط ۲۰۰۲ ادامه یافت، هاوردل در درجه اول، روی نوشتن ایده‌های موسیقایی جدید تمرکز کرده بود و گاه‌وبیگاه با تروی ون لیون، لنشانتین، و فریز کار می‌کرد. در ژوئن ۲۰۰۲، ون لیون برآورد کرد که حدود ۸۰٪ ایده‌های موسیقایی بی‌کلام آماده شده‌اند و آن‌ها فقط منتظر کینن بودند که برگردد. با این حال، تغییرات در اعضای گروه و اختلاف نظرها دربارهٔ مسیر و جهت آلبوم، باعث شد که آلبوم تا یک سال بعدش منتشر نشود. در زمان تعطیل شدن موقت بند، لنشانتین و ون لیون هر دو روی پروژه‌های انفرادی خود کار کردند، و سپس ادامه دادند و به گروه‌های دیگر پیوستند. لنشانتین آ پرفکت سرکل را ترک کرد و به گروه تازه تأسیس بیلی کورگن، یعنی زوآن پیوست، و ون لیون هم شروع به همراهی کویینز آو د استون ایج در تورهایشان کرد. بیسیست سابق مرلین منسون، جوردی وایت، که معمولاً با نام توویگی رامیرز شناخته می‌شود، جای لنشانتین را در گروه به عنوان بیسیست گرفت. کمی بعدتر، ون لیون هم رسماً و به‌طور همیشگی گروه را ترک کرد و دنی لونر، که مدتی طولانی با گروه همراه ماند، موقتاً جای او را به عنوان نوازنده گیتار ریتم برای به نتیجه رساندن آلبوم، پر کرد.
کینن در اوایل سال ۲۰۰۳، دوباره به جلسات گروه برگشت، و جهت و مسیر موسیقی‌شان در اثر ورود اعضای جدید و تأثیرات کینن، شروع به تغییر کرد. پس از پیوستن اعضای جدید، نقش‌های هر عضو در گروه نیز کمی تغییر کرد: در مر د نومز، هاوردل از قبل تمام آهنگ را نوشته و نهایی کرده بود، و کینن فقط در متن آهنگ‌ها و آواز مشارکت داشت. ولی در این آلبوم، کینن فعال‌تر بود و ایده‌ها را اصلاح می‌کرد و تغییر می‌داد. کینن از ترس این‌که گروه رو به افراط و زائد بودن برود، می‌خواست چیزی متفاوت از «فقط یک آلبوم هارد راک دیگر» بسازد. رفته رفته، وضع جلسات و قرارهای گروه وخیم‌تر می‌شد؛ هاوردل ترجیح می‌داد که در مدت غیبت کینن، آهنگ‌های سنگین‌تر و هِوی‌تر (Heavy) بسازد، و گاهی وقت‌ها نیز به پیشنهادهای کینن، که بازسازی آهنگ‌ها، به صورت نرم‌تر و مِلوتر (Mellow) بود، توهین می‌کرد. وایت در این مواقع، نقش یک واسطه را بین کینن و هاوردل داشت؛ جدیدتر بودن وایت در گروه، باعث شده بود که او بتواند چشم‌اندازی را از دید کسی که به گروه بیگانه است، فراهم کند؛ و این مسبب آن شد که اعضای گروه زمینه‌های مشترک خود را پیدا کنند. گروه دومین آلبوم خود، سیزدهمین گام را در ۱۶ سپتامبر ۲۰۰۳ منتشر کرد. بازخورد این آلبوم، حتی بهتر از اولین آلبوم گروه، یعنی مر د نومز بود؛ در اولین هفته انتشار آلبوم، حدود ۲۳۰٬۰۰۰ نسخه فروخته شد. همچنین، آلبوم توانست نظر منتقدان را نیز به خود جلب کند؛ برای مثال، آل‌میوزیک در نقد خود آلبوم جدید را «دمدمی مزاج، عصبی، و اتمسفریک‌تر از آلبوم قبلی گروه» خواند و آن را ستود.
برگزاری تورهای مختلف برای آلبوم جدید، در ژوئیه ۲۰۰۳ و در ایالات متحده شروع شد، و تا آخر سال ادامه داشت. در سپتامبر همان سال، گروه به مدت کوتاهی به اروپا رفت و اجرایی همراه با گروه دفتونز برگزار کرد. لونر، که حاضر نشد به صورت تمام وقت با گروه تور برگزار کند، با جیمز ایها، گیتاریست سابق اسمشینگ پامپکینز جایگزین شد. در ژانویه ۲۰۰۴، گروه آمریکا را ترک کرد تا در اروپا، استرالیا و نیوزیلند اجرا کند. آن‌ها در ماه مارس به ایالات متحده برگشتند و برگزاری تورهایشان را در ماه ژوئن، به اتمام رساندند. مجموعاً، گروه نزدیک به یک سال تورهای متوالی و بی‌وقفه برگزار کرد. در همین حین، سه تک‌آهنگ نیز از آلبوم منتشر شدند: «عاجز و ناتوان»، «بیگانه» و «آبی». «عاجز و ناتوان» توانست به رتبه اول بیلبورد در جدول‌های ترانه‌های آلترناتیو و مین‌استریم راک دست یابد. «بیگانه» نیز بعدها توانست به ۵ آهنگ برتر در هر دو جدول برسد. «عاجز و ناتوان» و «بیگانه» تنها قطعه‌های گروه بودند که توانستند به موفقیت‌های قابل توجهی دست یابند؛ این دو آهنگ، توانستند رتبه‌های ۶۱ و ۷۹ را در چارت آل‌فرمت ۱۰۰ آهنگ داغ بیلبورد به‌دست آورند.

### احساساتی (۲۰۰۴)
در نیمه اول سال ۲۰۰۴، یعنی پس از به پایان رسیدن تورهای در حمایت از آلبوم سیزدهمین گام، گروه اعلام کرد که به علت بازگشت مینارد به تول و پروژه انفرادی هاوردل، یک وقفه نسبتاً طولانی را برنامه‌ریزی کرده‌اند. در ژوئیه ۲۰۰۴، کینن در کنسرت مولفه عدالت (رویدادی برای موزیسین‌ها بود که در آن از مسائل سیاسی و اجتماعی دفاع می‌کردند)، که توسط سرژ تانکیان (سیستم آو ا داون) و تام مورلو (ریج اگنست د ماشین) برگزار شد، اجرا کرد. در این اجرا، کینن از انتشار یک آلبوم جدید با آ پرفکت سرکل خبر داد؛ همچنین اعلام کرد که قرار است این آلبوم، مجموعه‌ای از آهنگ‌های بازخوانی (کاور) سیاسی باشد. در دوران آغاز تور برای آلبوم سیزدهمین گام، هاوردل و کینن ایده‌هایشان برای ساخت سومین آلبوم را مطرح کردند. یکی از اولین ایده‌ها، این بود که آلبومی متشکل از آهنگ‌های کاور را ضبط کنند؛ ولی در ابتدا مردد بودند، حس می‌کردند که نیاز به دلیلی موجه برای انجام این کار دارند. کینن، که در دوران برگزاری تور منتقد جدی رئیس‌جمهور وقت آمریکا، جرج و. بوش بود، ایده ضبط آلبومی از آهنگ‌های کاور با مضمون سیاسی را با هاوردل مطرح کرد؛ با این‌که کینن شخصیتی غیرسیاسی در عموم داشت، احساس کرد که ضبط چنین آلبومی، در حال و هوای سیاسی و اجتماعی پس از حمله‌های ۱۱ سپتامبر ارزشش را دارد.

## اعضای گروه
| اعضای کنونی - مینارد جیمز کینن – آواز خوان رهبر (۲۰۰۴–۱۹۹۹) - (۲۰۱۰-اکنون) - بیلی هاوردل – گیتاریست رهبر، کیبورد، همخوان، گیتار بیس (فقط در استودیو) (۲۰۰۴–۱۹۹۹) - (۲۰۱۰-اکنون) - جیمز ایها – گیتار ریتم، کیبورد (۲۰۰۴–۲۰۰۳) - (۲۰۱۰-اکنون) - مت مک‌جانکینز – گیتار بیس، همخوانی (۲۰۱۰-اکنون) - جف فریدل – درام (۲۰۱۱-اکنون) اعضای تورها - گرگ ادواردز – گیتار ریتم، کیبورد (۲۰۱۸-اکنون) اعضای پیشین - تروی ون لیون – گیتار ریتم (۲۰۰۲–۱۹۹۹) - دنی لونر – گیتار ریتم (۲۰۰۴–۲۰۰۳) - پاز لنشانتین – گیتار بیس، سازهای زهی، همخوانی (۲۰۰۲–۱۹۹۹) - (۲۰۰۴) - جوردی وایت – گیتار بیس (۲۰۰۴–۲۰۰۳) - تیم الکساندر – درامز (۱۹۹۹) - جاش فریز – درامز (۲۰۰۴–۱۹۹۹) - (۲۰۱۱–۲۰۱۰) |